# Caixa de areia

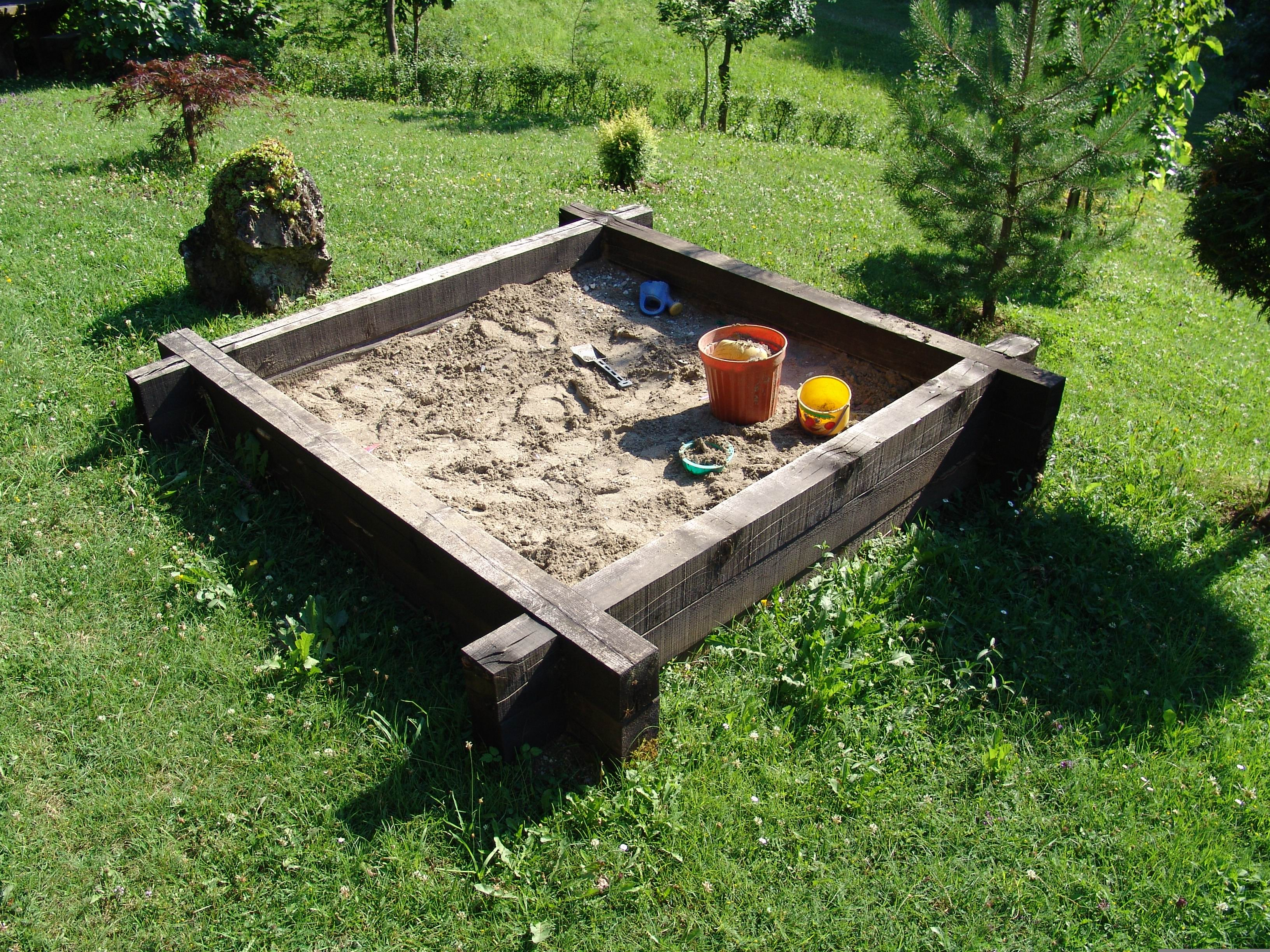
Caixa de areia

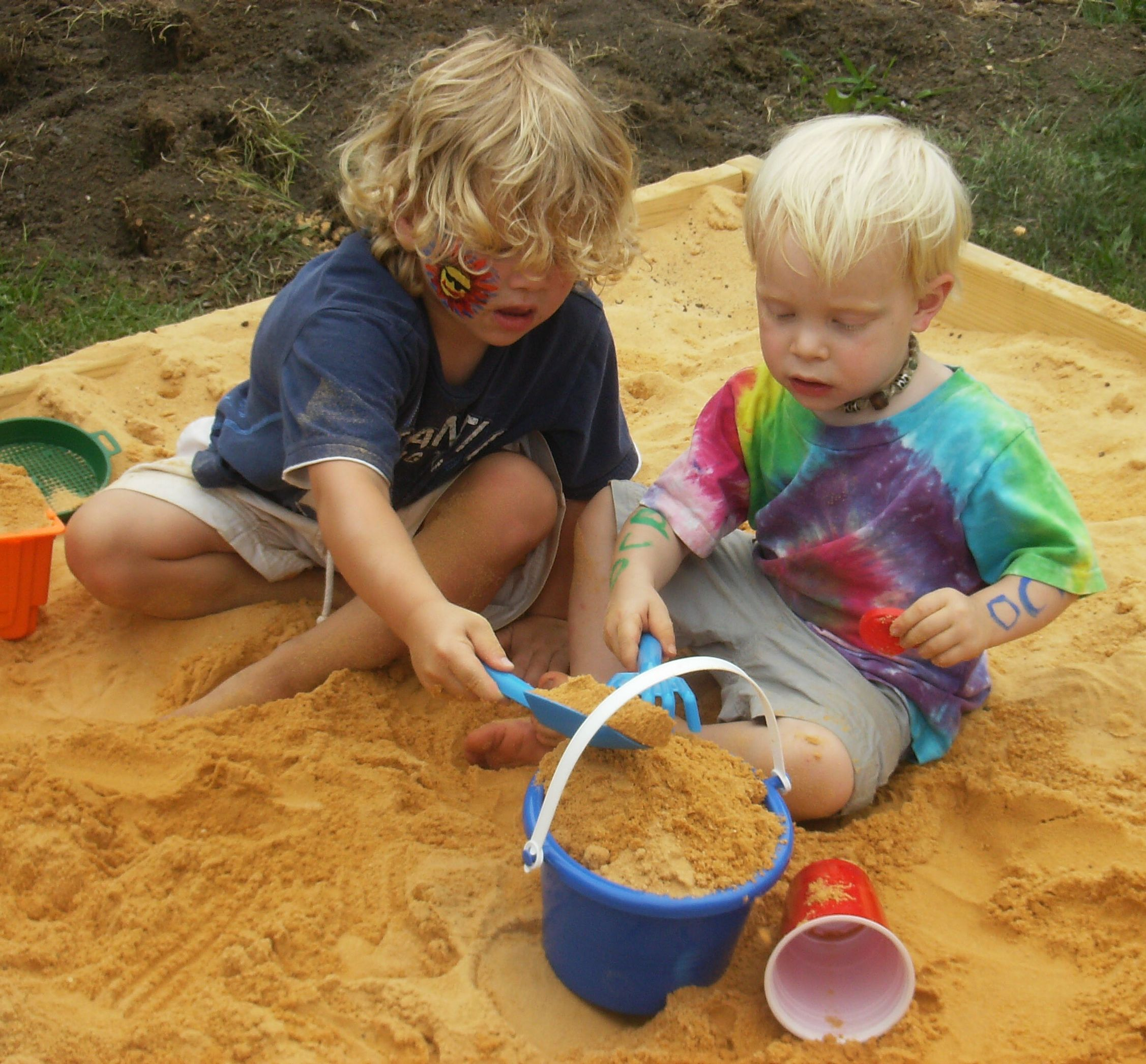
Crianças numa caixa de areia

Uma caixa de areia (ou tanque de areia) é uma área de recreação ao ar livre dedicada especialmente às crianças e pré-adolescentes. Consiste de uma caixa construída geralmente com cortes de uma madeira compensada enchida com areia. Às vezes são usadas pedras para formar as laterais da caixa.
Caixas de areia existem em playgrounds, parques e são instalações comuns em jardins de infância e escolas, ou mesmo em casas.

## Outros usos
No sentido mais amplo uma caixa de areia é usada em diversos esportes como nas modalidades olímpicas de atletismo salto em comprimento e triplo salto. Numa escala ainda maior uma caixa de areia serve como quadra esportiva no futebol de areia.
Em diversos projetos da Wikipédia o termo caixa de areia (em inglês: sandpit ou sandbox) é usado para uma página de testes editoriais.

## Sistema de águas pluviais
Para complementar o sistema de calhas para telhados, é recomendável que se use a caixa de areia, que serve para recolher detritos sólidos que caem pelo telhado - tais como folhas, areia e outros objetos - e que poderiam entupir a rede de coleta e condução das águas de chuva, podendo causar inundações. Periodicamente, é necessário fazer a manutenção da caixa de areia, retirando esses objetos e a areia acumulada no seu interior. Esse trabalho é facilitado porque o fundo da caixa de areia é inteiramente liso, o que evita a formação de incrustações e do limo.